# Totenkopfaffen
Die Totenkopfaffen oder Totenkopfäffchen (Saimiri) sind eine Primatengattung aus der Familie der Kapuzinerartigen. Diese relativ kleinen Primaten sind in Mittel- und Südamerika beheimatet und leben in großen Gruppen.

## Merkmale
Totenkopfaffen erreichen eine Kopfrumpflänge von 26 bis 36 Zentimetern, dazu kommt noch ein 35 bis 43 Zentimeter langer Schwanz. Das Gewicht beträgt 700 bis 1100 Gramm, wobei die Männchen deutlich größer und schwerer als die Weibchen sind. Ihren Namen haben diese Primaten von der maskenartigen Gesichtszeichnung mit der schwarzen Schnauze. Ihr Fell ist dicht und kurz, es ist am Rücken je nach Art grün, bräunlich oder grau gefärbt, der Bauch ist weiß oder hellgrau. Die Unterarme, Unterschenkel und die Pfoten sind häufig orangegelb gefärbt. Die Kappe an der Oberseite des Kopfes ist graugrün oder schwarz und kann bei manchen Arten auch geschlechtsdimorph gefärbt sein.
Die Hinterbeine sind lang, das Schien- und das Wadenbein am unteren Ende häufig zusammengewachsen. Die Finger sind sehr kurz, der Daumen ist nicht opponierbar. Der Schwanz ist bei Jungtieren noch greiffähig, bei ausgewachsenen Tieren hingegen nicht mehr.
Der Hinterkopf ist langgezogen, die Augenhöhlen liegen so eng beisammen, dass ein Loch in der knöchernen Wand zwischen den Augenhöhlen, das Interorbitalfenster, vorhanden ist. Der Bereich um die Schnauze ist unbehaart, die Nasenlöcher befinden sich außen an der Nase. Die Molaren haben scharfe Höcker, eine Anpassung an die teilweise aus Insekten bestehende Nahrung.

## Verbreitung und Lebensraum

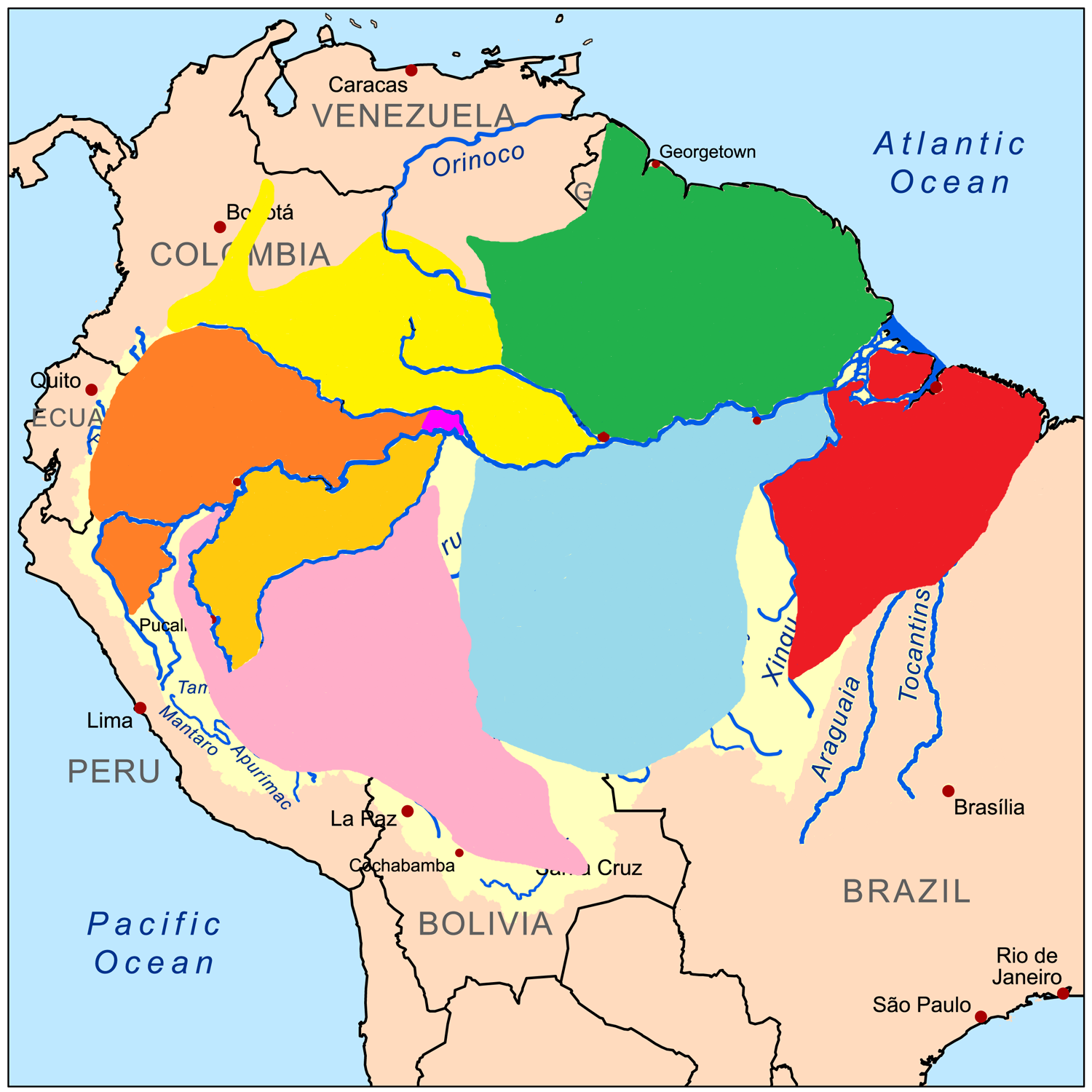
Die Verbreitungsgebiete der Totenkopfaffen im Amazonasbecken.
Guyana-Totenkopfaffe (S. sciureus)
Collins-Totenkopfaffe (S. collinsi)
Nacktohr-Totenkopfaffe (S. ustus)
Bolivianischer Totenkopfaffe (S. boliviensis)
Ecuador-Totenkopfaffe (S. macrodon)
Humboldt-Totenkopfaffe (S. cassiquiarensis)
Dunkler Totenkopfaffe (S. vanzolinii)

Totenkopfaffen sind vorwiegend im Amazonasbecken im mittleren Südamerika beheimatet. Ihr Verbreitungsgebiet reicht vom südlichen Kolumbien und Französisch-Guayana bis nach Bolivien und das mittlere Brasilien. Daneben gibt es eine isolierte Population in Mittelamerika, den Mittelamerikanischen Totenkopfaffen. Ihr Lebensraum sind verschiedene Waldformen, häufig sind sie jedoch in zeitweise überfluteten Flusswäldern und Sekundärwäldern zu finden.

## Lebensweise
Totenkopfaffen sind tagaktive Baumbewohner, die sich eher in den unteren Baumregionen aufhalten. Sie bewegen sich meist auf allen vieren fort und benutzen den Schwanz zur Balance, sie sind dabei sehr schnell und geschickt. Diesen flinken Bewegungen verdanken sie ihre englische Bezeichnung squirrel monkeys, d. h. „Eichhörnchen-Affen“.
Sie leben in Gruppen von 12 bis über 100 Tieren. Gruppen setzen sich aus zahlreichen Männchen und Weibchen sowie den gemeinsamen Jungtieren zusammen. Sie haben eine für Affen ungewöhnliche Sozialstruktur: Die Gruppe ist um die Weibchen herum aufgebaut, die eine feste Rangordnung entwickeln. Die Männchen halten sich häufig nur am Rand der Gruppe auf. Die Gruppenmitglieder kommunizieren durch Pfeiflaute und Keckern. Die Streifgebiete sind relativ lang, die Reviere einzelner Gruppen können sich überlappen.

## Nahrung
Totenkopfaffen ernähren sich vorwiegend von Insekten und Früchten, deren Anteil je nach Jahreszeit variieren kann. Die Jagd auf Insekten nimmt den größten Teil des Tages in Anspruch (bis zu 50 % des Tages), das Fressen der Früchte nur rund 10 %. Daneben fressen sie auch andere Pflanzenteile wie Nektar, Blüten, Knospen und Blätter sowie Eier und kleine Wirbeltiere.

## Fortpflanzung und Entwicklung
Die Fortpflanzung ist saisonal, die Fortpflanzungsperiode relativ kurz. In dieser Zeit werden die Männchen deutlich aggressiver und legen bis zu 20 % an Gewicht zu. Häufig zeugen nur sehr wenige Männchen die meisten Jungtiere in der Gruppe, in der Regel diejenigen, die am meisten zugenommen haben. Die Tragzeit beträgt etwa 150 bis 170 Tage, die Geburten sind innerhalb einer Gruppe oft synchronisiert und erfolgen binnen weniger Tage.
Jungtiere sind mit 100 Gramm relativ schwer. Die Mutter und auch andere Weibchen aus der Gruppe kümmern sich um die Jungtiere, die Väter hingegen kaum. Nach einigen Monaten wird das Junge entwöhnt.
Mit etwa 3 (Weibchen) und 5 (Männchen) Jahren sind sie geschlechtsreif. In Menschenobhut können sie über 30 Jahre alt werden.

## Totenkopfaffen und Menschen
Die Zoohaltung hat zur weltweiten Bekanntheit der Totenkopfaffen beigetragen. Bis in die 1970er-Jahre wurden zahlreiche Totenkopfaffen gefangen und als Heimtiere oder in Tierversuchen eingesetzt. Diese Praktiken sind stark zurückgegangen, wenngleich die Totenkopfaffen mancherorts immer noch wegen ihres Fleisches bejagt werden. Daneben werden sie von den fortschreitenden Waldrodungen in Mitleidenschaft gezogen. Besonderes Augenmerk verdienen der Mittelamerikanische und der Dunkle Totenkopfaffe, die beide von der IUCN als gefährdet (vulnerable) gelistet werden.
Herr Nilsson, die Meerkatze, die in den Büchern von Astrid Lindgren eine Begleiterin von Pippi Langstrumpf ist, wurde in den Verfilmungen von einem Totenkopfäffchen dargestellt.

## Systematik
Die Totenkopfaffen bilden zusammen mit den Kapuzineraffen die Familie der Kapuzinerartigen (Cebidae). Früher wurden auch noch die Krallenaffen in diese Gruppe gerechnet, etwa in Groves’ Darstellung der Primaten in Mammal Species of the World aus dem Jahr 2005.
Die Aufspaltung der Gattung Saimiri in Arten und Unterarten ist durch neuere Untersuchungen und Erkenntnisse auf den Gebieten der Tiergeographie und Phylogenetik einem ständigen Wechsel unterworfen. Sie wurden früher nach Hershkovitz in zwei Artengruppen zusammengefasst: Bei der sciureus-Gruppe, die nach dem Guyana-Totenkopfaffen (Saimiri sciureus) benannt ist, wurde der Weißanteil über dem Auge als hochgezogen („gotischer Typ“) beschrieben. Dieses Merkmal wurde dem Weißanteil oberhalb der Augen beim Bolivianischen Totenkopfaffen gegenübergestellt, dessen Gesichtsmaske als rundbogig angesehen wurde („romanischer Typ“). Die Artengruppe mit ähnlichen Merkmalen wurde als boliviensis-Gruppe bezeichnet. Diese Unterteilung musste jedoch aufgegeben werden, da die sciureus-Gruppe nicht monophyletisch darstellbar war. Der lange Zeit als Unterart des Guyana-Totenkopfaffen angesehene Collins-Totenkopfaffe ist nahe mit dem Mittelamerikanischen Totenkopfaffen (Saimiri oerstedii) verwandt, der ursprünglich zur boliviensis-Gruppe zählte.
Ein früher Verwandter der Vorfahren aller heutigen Totenkopfaffen ist die rund 12 bis 13 Millionen Jahre alte, fossil aus Kolumbien belegte Gattung Neosaimiri.
Der wissenschaftliche Gattungsname ist die lokale Bezeichnung für kleine Affen in einer brasilianischen Form der portugiesischen Sprache.

## Arten
- Der Bolivianische Totenkopfaffe (Saimiri boliviensis I. Geoffroy Saint-Hilaire & Blainville, 1834) lebt im südwestlichen Amazonasbecken.
- Der Guyana-Totenkopfaffe (Saimiri sciureus (Linnaeus, 1758)) lebt im östlichen Amazonasbecken nördlich des Amazonas.
- Der Collins-Totenkopfaffe (Saimiri collinsi Osgood, 1916), lebt im östlichen Amazonasbecken südlich des Amazonas und unterscheidet sich von Saimiri sciureus durch die gelbe Kopfoberseite und durch einige morphometrische Merkmale.[7]
- Der Dunkle Totenkopfaffe (Saimiri vanzolinii Ayres, 1985) ist durch sein dunkles Fell charakterisiert, er kommt nur in einem kleinen Gebiet an der Mündung des Rio Japurá in den Amazonas vor. Er ist nicht, wie früher angenommen,[6] mit dem Bolivianischen Totenkopfaffen eng verwandt, sondern mit einer bestimmten Klade der Nacktohr-Totenkopfaffen aus dem Osten des brasilianischen Bundesstaates Rondônia.[1]
- Der Mittelamerikanische oder Rotrücken-Totenkopfaffe (Saimiri oerstedii (Reinhardt, 1872)), bewohnt ein kleines Gebiet an der Pazifikküste Costa Ricas und Panamas.
- Der Nacktohr-Totenkopfaffe (Saimiri ustus I. Geoffroy Saint-Hilaire, 1843), unterscheidet sich von den anderen Arten durch die fehlenden Ohrbüschel. Es scheint sich jedoch molekulargenetischen Untersuchungen zufolge um mehrere Arten zu handeln, die morphologisch bisher noch nicht klar unterschieden werden konnten. Saimiri madeirae Thomas, 1908 ist ein Synonym zu Saimiri ustus. Die Nacktohr-Totenkopfaffen leben in Brasilien in den Einzugsgebieten von Rio Madeira und Rio Tapajós.
- Der Ecuador-Totenkopfaffe (Saimiri macrodon (Elliot, 1907)) ist aus Ecuador, Peru, Südkolumbien und Brasilien bekannt.
- Unter dem Namen Humboldt-Totenkopfaffe (Saimiri cassiquiarensis (Lesson, 1840)) wird eine Artengruppe zusammengefasst, die derzeit provisorisch in zwei Unterarten aufgeteilt ist:
  - Saimiri cassiquiarensis cassiquiarensis (Lesson, 1840) ist die Nominatform. Sie kommt in den Wäldern des nordwestlichen Amazonasbeckens in Venezuela und Brasilien bis nach Kolumbien vor.
  - Für den Pusch-Totenkopfaffen (Saimiri cassiquiarensis albigena (Pusch, 1942)) aus Kolumbien war schon im Jahr 2009 der Artstatus vorgeschlagen worden.[10]

Die starke Aufsplitterung in Totenkopfaffen in acht Arten wird nicht von allen Wissenschaftlern befürwortet. Ruiz-García und Kollegen kritisieren die Aufsplitterung und schlagen stattdessen die folgende Arteneinteilung vor:
- Mittelamerikanischer Totenkopfaffe (Saimiri oerstedii), mit den beiden Unterarten S. o. oerstedii und S. o. citrinellus
- Dunkler Totenkopfaffe (Saimiri vanzolinii)
- Gewöhnlicher Totenkopfaffe (Saimiri sciureus), mit den beiden Unterarten
  - Bolivianischer Totenkopfaffe (Saimiri s. boliviensis) und
  - S. s. sciureus (diese Unterart würde auch den Pusch-Totenkopfaffen, den Humboldt-Totenkopfaffen, den Collins-Totenkopfaffen, den Ecuador-Totenkopfaffen und den Nacktohr-Totenkopfaffen umfassen).

Alternativ könnte der Guyana-Totenkopfaffe auch in drei Unterarten unterteilt werden
- S. s. boliviensis
- S. s. sciureus (Guyana-Totenkopfaffe und Collins-Totenkopfaffe)
- S. s. cassiquiarensis (Humboldt-Totenkopfaffe und Pusch-Totenkopfaffe)

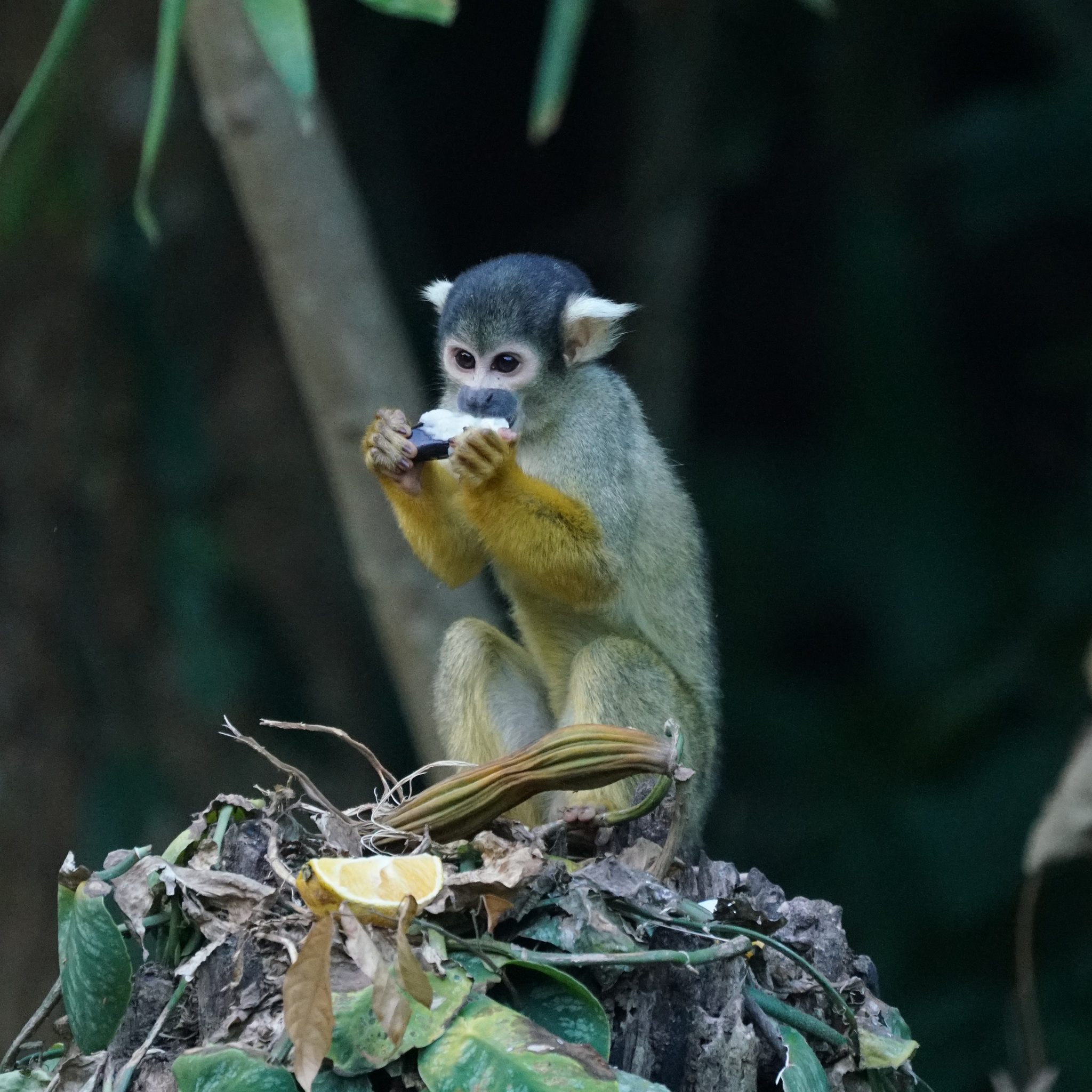
Bolivianischer Totenkopfaffe
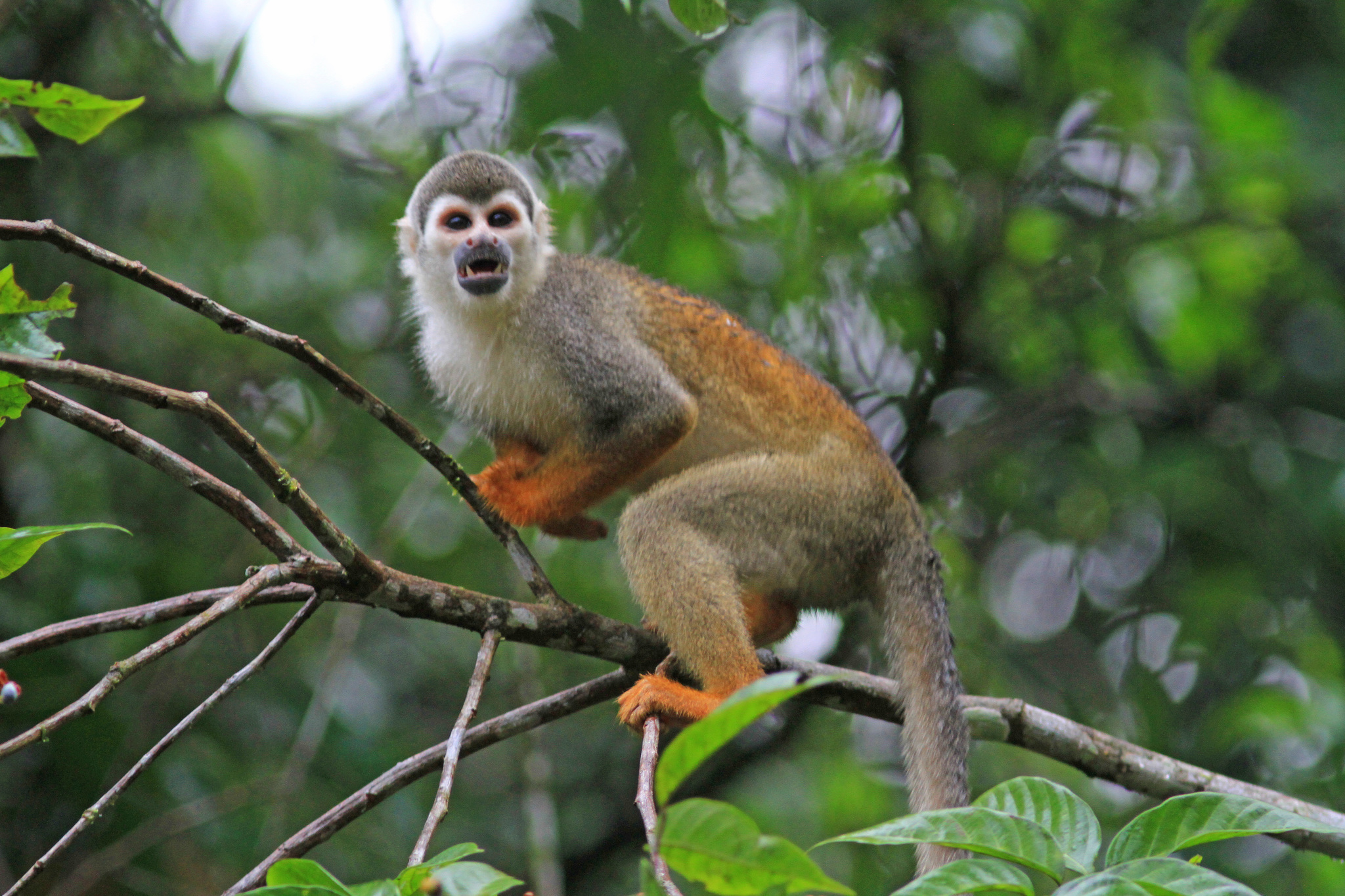
Humboldt-Totenkopfaffe
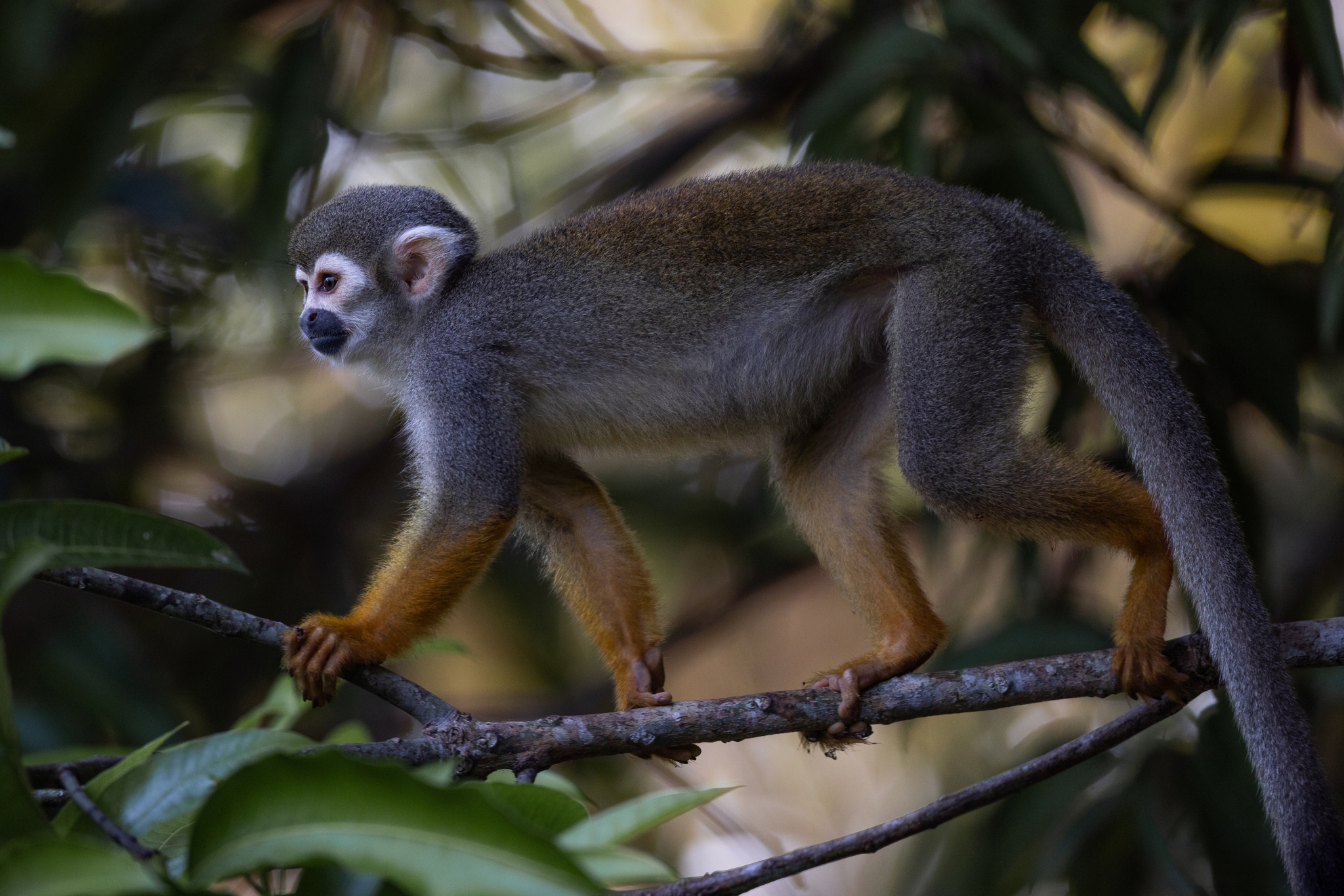
Guyana-Totenkopfaffe
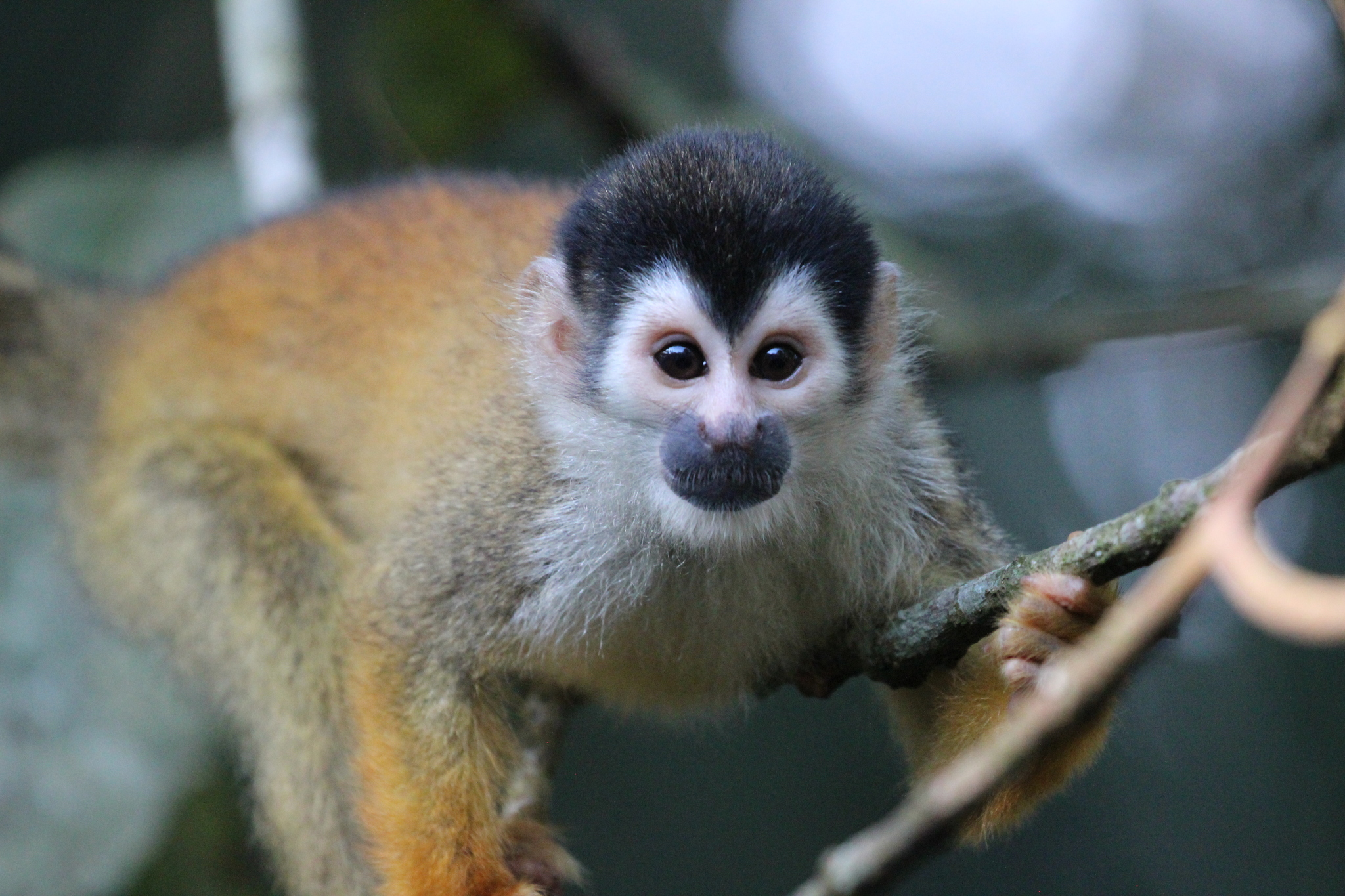
Mittelamerikanischer Totenkopfaffe
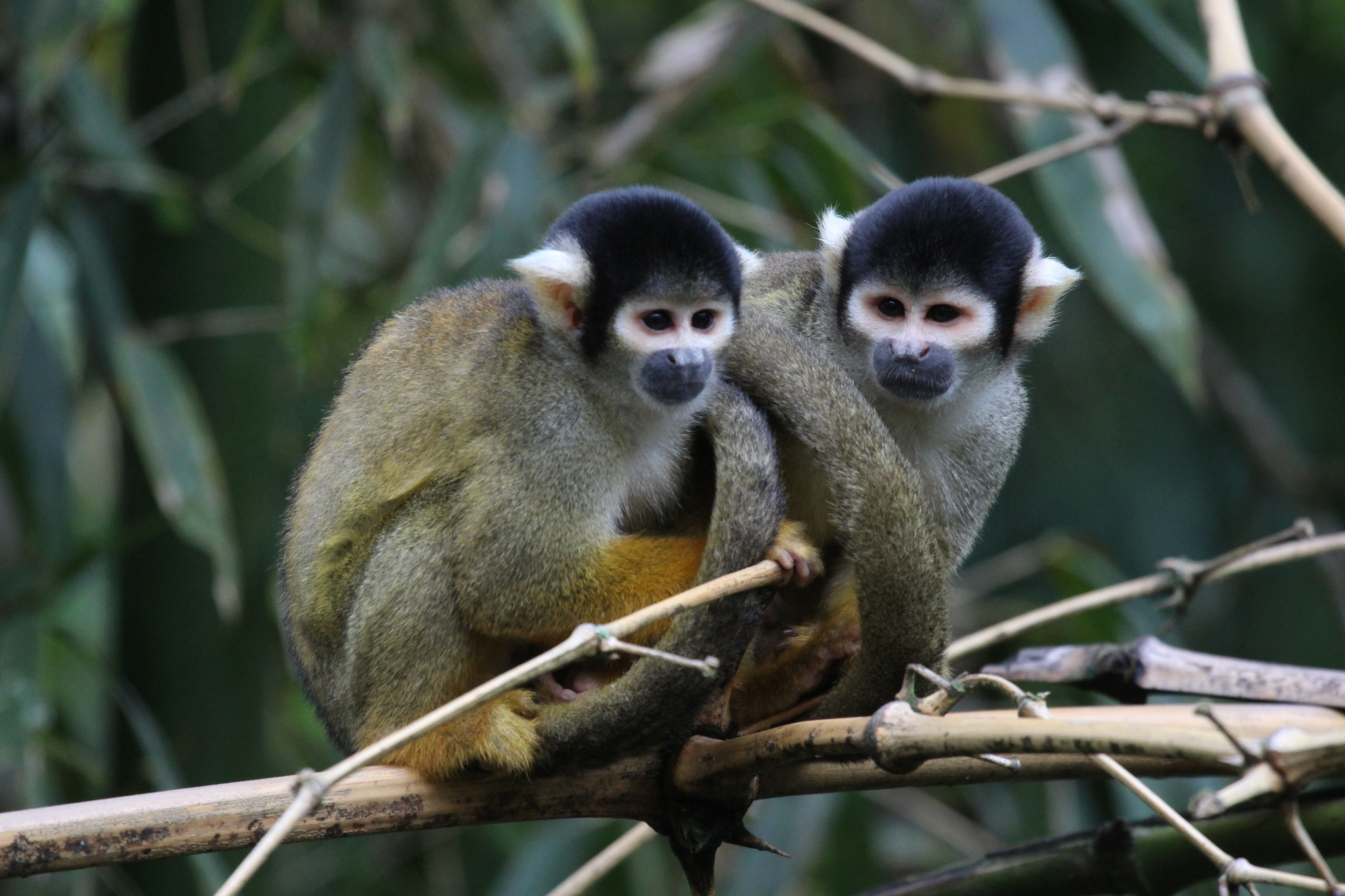
Dunkler Totenkopfaffe